# The English Beat
The Beat, in den USA als The English Beat bekannt, ist eine Ska-Band der zweiten Welle. Die Band wurde 1979 im englischen Birmingham gegründet und löste sich 1983 auf. Nach 2000 trat The English Beat mit wechselnder Besetzung wieder in Erscheinung, derzeit führt der einzige verbleibende Mitgründer Dave Wakeling die Band an.

## Bedeutung für den Ska
Die Musik von The Beat prägte einen ganzen Musikstil. Sie sind eine der Bands, die direkt mit der 2-Tone-Bewegung assoziiert werden und die in der zweiten Ska-Welle Ende der 1970er Jahre – gemeinsam mit Bands wie Madness, The Selecter und The Specials – den 2-Tone-Ska aus Jamaika wiederbelebten. Der Begriff 2-Tone leitet sich vom Namen des Labels 2 Tone Records ab, bei dem auch The Beat ihre erste Single (Tears of a Clown) veröffentlichten. Alle weiteren Veröffentlichungen erfolgten auf ihrem eigenen Label Go-Feet Records.

## Bandgeschichte
Ihre erste Single, ein Cover von Smokey Robinsons Tears Of A Clown, gelangte Ende 1979 in die britischen Top Ten. Die Band war gemeinsam mit den anderen britischen Ska-Bands Anfang der 1980er Jahre sehr erfolgreich, existierte jedoch (wie auch The Specials und The Selecter) nur relativ kurze Zeit. 1983 trennten sie sich.
Besondere Bedeutung maß die Band den aktuellen politischen Geschehnissen ihrer Zeit zu. Nicht nur spendeten sie die großen Erlöse aus dem Verkauf ihrer Single Stand Down Margaret (in Anlehnung an Margaret Thatcher) dem britischen Komitee für Nukleare Abrüstung, einer Nichtregierungsorganisation, die sich dem Kampf für die nukleare Abrüstung im Kalten Krieg verpflichtet hatte. Sie unterstützen zum Beispiel auch The Special AKA bei deren Song Free Nelson Mandela, in dem die Freilassung des südafrikanischen ANC-Führers gefordert wurde.

## Weitere Bandprojekte der Mitglieder und das Comeback von The Beat
Die ehemaligen Mitglieder von The Beat setzten nach der Auflösung der Band ihre Karrieren fort. Alle gründeten neue Projekte, kamen jedoch immer wieder zusammen, um unter wechselnden Namen gemeinsam aufzutreten.

### Fine Young Cannibals: 1984–1992
David Steele und Andy Cox gründeten mit dem Sänger Roland Gift die Fine Young Cannibals, die eine ganze Reihe von Hit-Singles und einige Alben herausbrachten.

### Two Nations: Mitte der 1980er Jahre
Blockhead formierte gemeinsam mit dem Sänger Allan Watson Mitte der 1980er Jahre Two Nations. Die Band war relativ erfolgreich und veröffentlichte ein Album sowie fünf Singles auf Arista Records.

### General Public: 1983–1986 und 1995
Dave Wakeling und Ranking Roger gründeten die Band General Public, die drei Alben veröffentlichte. Die Band löste sich 1986 auf. 1995 kam sie erneut kurz zusammen, doch das dritte Album war nicht besonders erfolgreich, und es kam zur endgültigen Trennung.

### Ranking Roger (Solo): 1988
1988 brachte Ranking Roger sein Solo-Album Radical Departure heraus.

### The International Beat: 1988–1992
Everett und Saxa gründeten 1988 gemeinsam mit Neil Deathridge die Band International Beat. Ranking Roger und Micky Billingham spielten regelmäßig als Gäste mit. Die Band unternahm umfangreiche Tourneen durch die USA und Großbritannien.

### The Special Beat: 1993–1998
Ranking Roger gründete gemeinsam mit ehemaligen Mitgliedern der Ska-Band The Specials die neue Gruppe The Special Beat, die zwei Alben veröffentlichte.

### Auftritte von The Beat seit 2000
Seit 2000 tritt die Band sporadisch auf, so 2003 mit den Gründungsmitgliedern Ranking Roger († 2019), Dave Wakeling, Everett Morton und Saxa in der Royal Festival Hall in London (Konzert-Mitschnitt auf DVD veröffentlicht). Später teilte sich die Band in zwei Nachfolgeprojekte auf: Ranking Roger war bis zu seinem Tod 2019 mit The New Beat in Europa und Australien unterwegs, Dave Wakeling spielt mit einer eigenen Band unter dem Namen The English Beat vor allem in den USA.

## Bandbesetzungen

### Originalbesetzung
- Dave Wakeling – Gesang und Gitarre
- Ranking Roger – Gesang und Perkussion
- David Steele – Bass
- Andy Cox – Gitarre
- Everett Morton – Schlagzeug
- Saxa – Saxophon

### Weitere Bandmitglieder
- Dave „Blockhead“ Wright – Keyboard
- Neil Deathridge – Gitarre
- Andy Pearson – Bass
- Mark Hamilton – Saxophon
- Wesley Magoogan – Saxophon

### Aktuelle Besetzung von The Beat (UK)
- Ranking Roger (bis zu seinem Tod 2019) – Gesang und Perkussion
- Everett Morton – Schlagzeug
- Mickey Billingham – Keyboard
- Ranking Junior – Gesang
- Neil Deathridge – Gitarre
- Steve Harper – Gitarre
- Andy Pearson – Bass
- Steve – Saxophon

### Aktuelle Besetzung The English Beat (USA)
- Dave Wakeling – Gesang und Gitarre
- Rhythmm Epkins – Schlagzeug
- Wayne Lothian – Bass
- Fernando Jativa
- und andere

## Diskografie

### Studioalben
| Jahr | Titel                | Höchstplatzierung, Gesamtwochen, AuszeichnungChartplatzierungen (Jahr, Titel, Platzierungen, Wochen, Auszeichnungen, Anmerkungen) | Höchstplatzierung, Gesamtwochen, AuszeichnungChartplatzierungen (Jahr, Titel, Platzierungen, Wochen, Auszeichnungen, Anmerkungen) | Anmerkungen                           |
| Jahr | Titel                | UK | US | Anmerkungen                           |
| ---- | -------------------- | --- | --- | ------------------------------------- |
| 1980 | I Just Can’t Stop It | UK3 Gold · (32 Wo.)UK | US142 (14 Wo.)US | Erstveröffentlichung: 23. Mai 1980    |
| 1981 | Wha’ppen?            | UK3 Silber · (18 Wo.)UK | US126 (6 Wo.)US | Erstveröffentlichung: Mai 1981        |
| 1982 | Special Beat Service | UK21 (6 Wo.)UK | US36 (44 Wo.)US | Erstveröffentlichung: 1. Oktober 1982 |
| 2016 | Bounce               | UK49 (1 Wo.)UK | — | The Beat Feat. Ranking Roger          |

Weitere Studioalben
- 2018: Here we Go Love! (mit Dave Wakeling)
- 2018: Live at the Roundhouse (mit Ranking Roger)
- 2019: Public Confidential (mit Ranking Roger)

### Livealben
- 2012: Live! at the US Festival
- 2013: Live in London (mit Ranking Roger)

### Kompilationen
| Jahr | Titel                            | Höchstplatzierung, Gesamtwochen, AuszeichnungChartplatzierungen (Jahr, Titel, Platzierungen, Wochen, Auszeichnungen, Anmerkungen) | Höchstplatzierung, Gesamtwochen, AuszeichnungChartplatzierungen (Jahr, Titel, Platzierungen, Wochen, Auszeichnungen, Anmerkungen) | Anmerkungen                             |
| Jahr | Titel                            | UK | US | Anmerkungen                             |
| ---- | -------------------------------- | --- | --- | --------------------------------------- |
| 1983 | What Is Beat?                    | UK10 Silber · (13 Wo.)UK | US87 (22 Wo.)US | Erstveröffentlichung: 15. November 1983 |
| 1996 | B.P.M. The Very Best of the Beat | UK13 (4 Wo.)UK | — | Erstveröffentlichung: Januar 1996       |

Weitere Kompilationen
- 2000: Beat This! – The Best of The Beat
- 2005: The Platinum Collection
- 2008: You Just Can’t Beat It: The Best of the Beat (UK: Silber)
- 2012: Keep The Beat: The Very Best of The English Beat
- 2012: The Complete Beat

### Singles
| Jahr | Titel Album                                                 | Höchstplatzierung, Gesamtwochen, AuszeichnungChartplatzierungen (Jahr, Titel, Album, Platzierungen, Wochen, Auszeichnungen, Anmerkungen) | Höchstplatzierung, Gesamtwochen, AuszeichnungChartplatzierungen (Jahr, Titel, Album, Platzierungen, Wochen, Auszeichnungen, Anmerkungen) | Anmerkungen                                            |
| Jahr | Titel Album                                                 | UK | US | Anmerkungen                                            |
| ---- | ----------------------------------------------------------- | --- | --- | ------------------------------------------------------ |
| 1979 | Tears of a Clown/Ranking Full Stop I Just Can’t Stop It     | UK6 Silber · (11 Wo.)UK | — | Erstveröffentlichung: 7. Dezember 1979 Doppel-A-Single |
| 1980 | Hands Off … She’s Mine/Twist and Crawl I Just Can’t Stop It | UK9 (9 Wo.)UK | — | Erstveröffentlichung: 14. Februar 1980 Doppel-A-Single |
| 1980 | Mirror in the Bathroom I Just Can’t Stop It                 | UK4 Silber · (9 Wo.)UK | — | Erstveröffentlichung: 15. April 1980                   |
| 1980 | Best Friend/Stand Down Margaret I Just Can’t Stop It        | UK22 (9 Wo.)UK | — | Erstveröffentlichung: 15. August 1980 Doppel-A-Single  |
| 1980 | Too Nice to Talk To –                                       | UK7 Silber · (11 Wo.)UK | — | Erstveröffentlichung: 12. Dezember 1980                |
| 1981 | Drowning/All Out to Get You Wha’ppen?                       | UK22 (8 Wo.)UK | — | Erstveröffentlichung: 18. April 1981 Doppel-A-Single   |
| 1981 | Doors of Your Heart Wha’ppen?                               | UK33 (6 Wo.)UK | — | Erstveröffentlichung: 19. Juni 1981                    |
| 1981 | Hit It (Auto Erotic) –                                      | UK70 (2 Wo.)UK | — | Erstveröffentlichung: 27. November 1981                |
| 1982 | Save It for Later Special Beat Service                      | UK47 (4 Wo.)UK | — | Erstveröffentlichung: 2. April 1982                    |
| 1982 | Jeanette Special Beat Service                               | UK45 (3 Wo.)UK | — | Erstveröffentlichung: 17. September 1982               |
| 1982 | I Confess Special Beat Service                              | UK54 (3 Wo.)UK | — | Erstveröffentlichung: 3. Dezember 1982                 |
| 1983 | Can’t Get Used to Losing You What is Beat?                  | UK3 Silber · (12 Wo.)UK | — | Erstveröffentlichung: 23. April 1983                   |
| 1983 | Ackee 1-2-3 What is Beat?                                   | UK54 (4 Wo.)UK | — | Erstveröffentlichung: 30. Juni 1983                    |
| 1996 | Mirror in the Bathroom (Remix) The Very Best of the Beat    | UK44 (2 Wo.)UK | — |                                                        |

Weitere Singles
- 2012: Mirror in the Bathroom/Too Nice to Talk to